# José Ramón Dacosta González
José Ramón Dacosta González (Ourense, 21 de setembre de 1974) és un futbolista gallec, que ocupà la posició de defensa.

## Trajectòria
Després de destacar al CD Ourense, la temporada 96/97 fitxa pel Celta de Vigo, amb qui debuta a primera divisió, tot disputant un encontre amb els viguesos. A l'any següent recala al Deportivo Alavés. És titular al conjunt basc, on suma 32 aparicions. A les postres, l'Alavés puja a primera divisió, però el defensa gallec no hi continua.
Inicila temporada 98/99 amb l'Hèrcules CF, amb qui disputa 22 partits i marca un gol. Eixa campanya la finalitza al Cadis CF, amb qui també disputla temporada 99/00, ambdues a Segona Divisió B.
L'any 2000 retorna al CD Ourense, equip en el qual hi roman durant set temporades, convertint-se en un dels jugadors clàssics dl'equip orensà. La temporada 07/08 marxa a l'altre equip de la ciutat, el Ponte. La campanya 08/09 marxa a l'Arenteiro d'O Carballiño i la 09/10, al modest AD Covadonga, també d'Ourense.